# Retekszagú fakógomba
A retekszagú fakógomba (Hebeloma sinapizans) a harmatgombafélék családjába tartozó mérgező gombafaj. 

## Megjelenése
A retekszagú fakógomba kalapjának átmérője 4-8 (maximum 15) cm, kezdetben félgömb alakú, majd sokáig domború, idősen lapos. Közepe tompán púpos lehet. Széle sokáig begöngyölt marad, később hullámos is lehet. Felszíne sima, nedvesen nyálkás-síkos, szárazon fénylő. Színe okkerbarna vagy sárgásbarna, széle gyakran világosabb. Húsa barnás árnyalatú fehéres; kesernyés retekízű és erősen retekszagú.
Sűrű, felkanyarodó vagy szabadon álló lemezeinek éle fehéresen pelyhes. Színük fiatalon bézs- vagy agyagsárga, majd a spórák érésével fahéjbarnára színeződnek. Spórapora vörösesbarna. Spórái 10-13 x 7-8 mikrométeresek, mandula vagy citrom alakúak, finoman rücskös felszínűek.
Tönkje 5–7 cm magas és max. 2,5 cm vastag. Formája hengeres vagy kissé gumós. Színe fehéres, idősen okkerbarnás, felszíne fehéresen gyapjas- szálas.

### Hasonló fajok
Szintén nem ehető rokonaival, a kakaószagú fakógombával  és a zsemleszínű fakógombával téveszthető össze. Külsőre hasonlít hozzá az ehető illatos pereszke, de szaga alapján jól elkülöníthető.

## Elterjedése és élőhelye
Európában és Észak-Amerikában honos. Magyarországon helyenként gyakori lehet. Lombos és fenyőerdőkben található meg, olykor boszorkánykörben vagy ívben nő. Júliustól októberig terem.

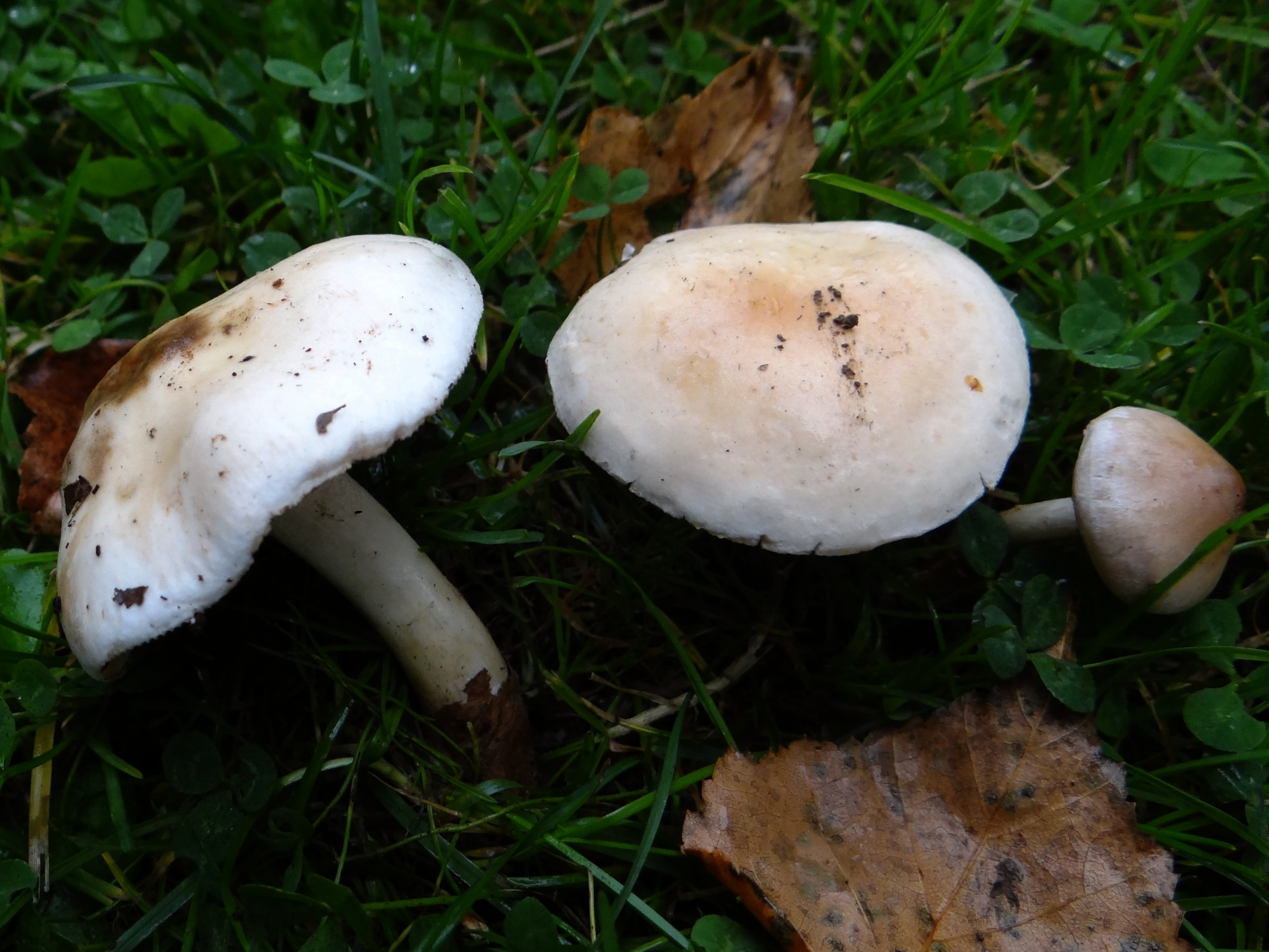
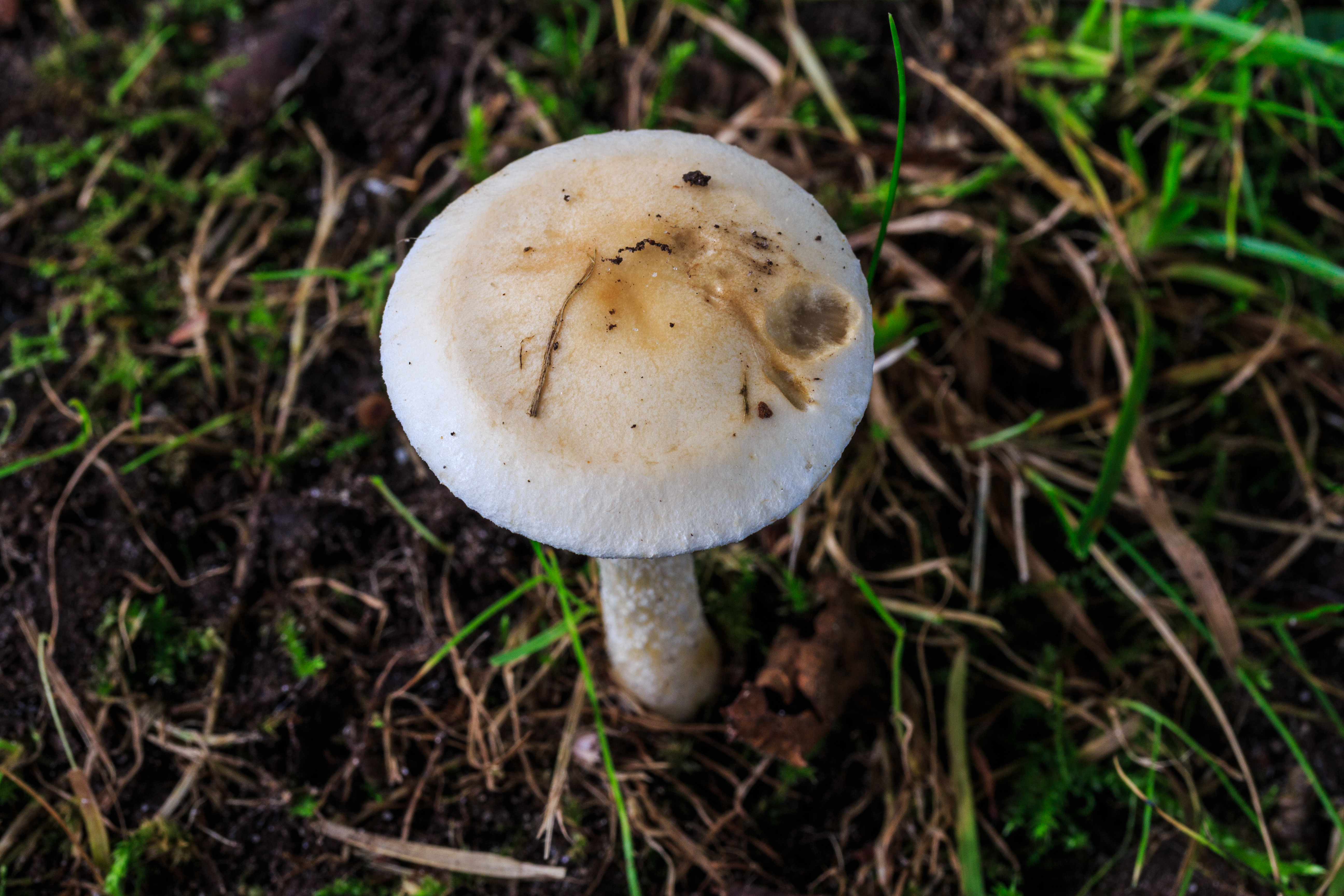
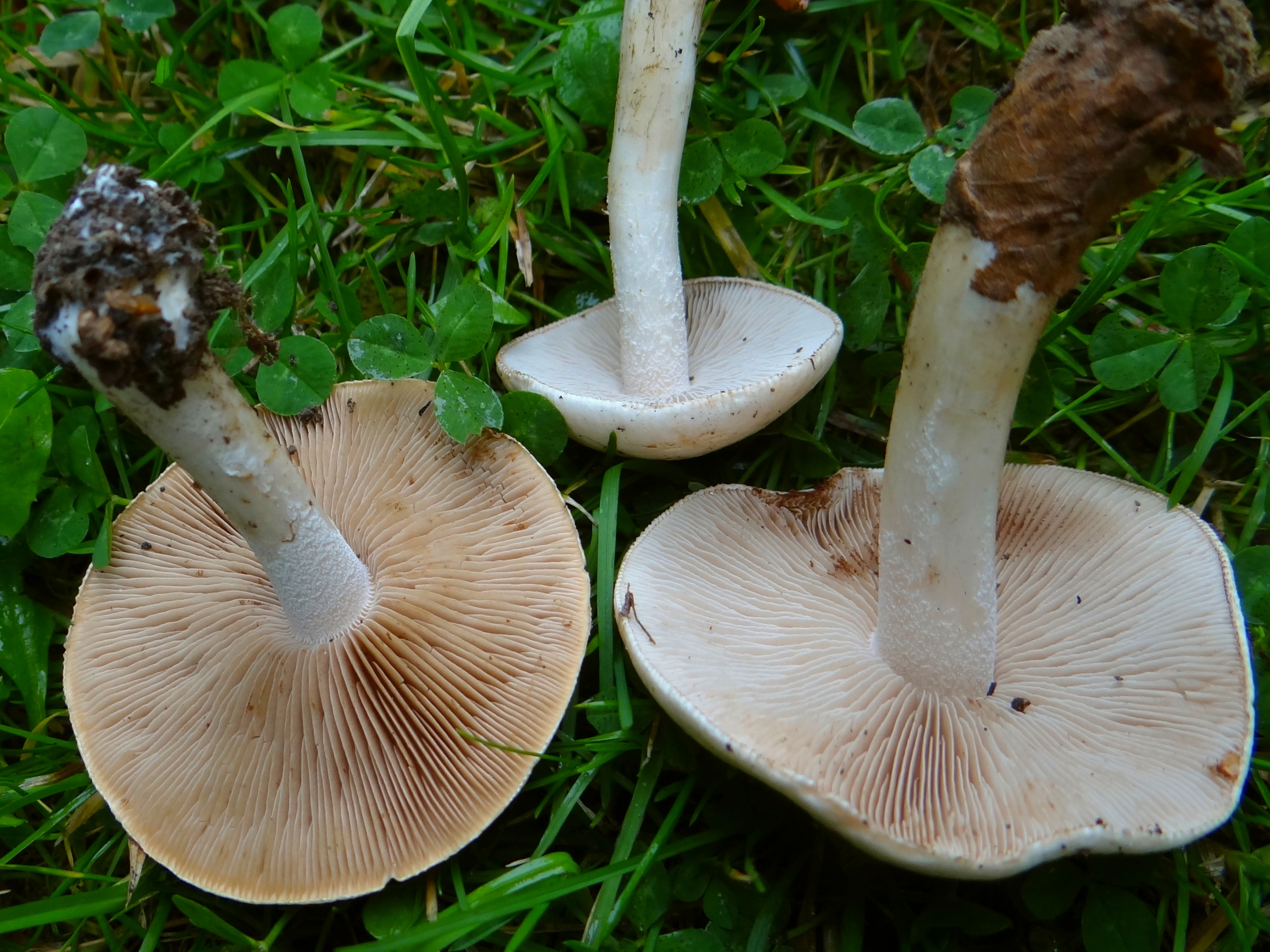
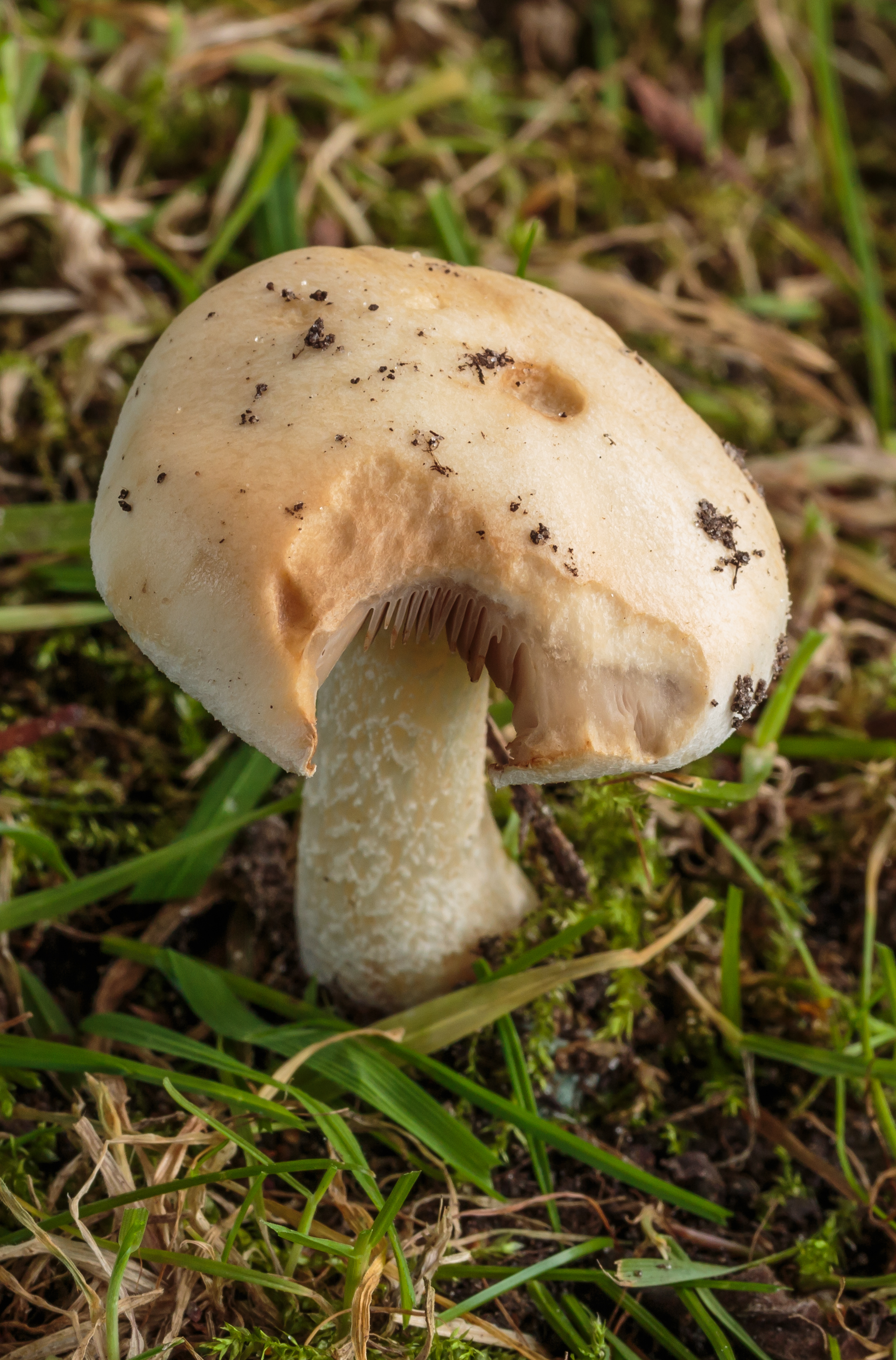

Mérgező.